# Éli az életét
Az Éli az életét (eredeti cím: Vivre sa vie: Film en douze tableaux) 1962-ben bemutatott francia filmdráma Jean-Luc Godard rendezésében. A főszerepben Anna Karina látható. 
Világpremiere a Velencei Filmfesztiválon volt 1962. augusztus 28-án. Magyarországon a Filmmúzeum sugározta először 1966. szeptember 15-én.

## Cselekmény
Nana egy 22 éves csinos nő, aki színésznő akar lenni. De nem tud betörni a szakmába, ezért egy zeneboltban dolgozik, hanglemezeket árul. Nem keres túl jól, tartozik, nem tudja kifizetni a lakbért. Miután elhagyja a volt szerelmét, új életet kezd, prostituált lesz a pénzhiány miatt. Megismerkedik Raoul-al, aki a stricije lesz.
Raoul elmagyarázza neki a dolgokat: mikor kigyúlnak a város fényei, az utcalányok megkezdik a körsétájukat. A prostituált a bájaiból él! Az a célja, hogy minél több pénzt keressen. Gazdag emberekből álljon a vendégköre, hogy minél nagyobb legyen a nyeresége. A prostituált számára a szépség nem a leglényegesebb, bár szerepe a karrierjében nem elhanyagolható. Szakmán belül a külseje határozza meg, ezzel vonja magára a férfiak figyelmét.
Nana az utcán ragad, jól keres, általában 3000 frankot kér egy menetért, ha teljesen meztelenre kell vetkőznie, akkor 5000 frankot. De Nana megmaradt ugyanolyan lánynak, mint ami volt. Aztán egy férfi kedvéért ki akar szállni, de Raoul nem engedi, el akarja őt átadni. Az átadás azonban nem alakul jól, Raoul-ra fegyvert fognak, ő élő pajzsként használja Nanát, akit lelőnek és meghal.

## Szereplők
| Szerep                | Színész               | Magyar hangja (1. szinkron) | Magyar hangja (2. szinkron) |
| --------------------- | --------------------- | --------------------------- | --------------------------- |
| Nana Kleinfrankenheim | Anna Karina           | Kiss Erika                  | Gubás Gabi                  |
| Raoul                 | Sady Rebbot           | Rátóti Zoltán               | Forgács Péter               |
| Paul                  | André S. Labarthe     | Kerekes József              | Széles Tamás                |
| Újságíró              | Paul Pavel            | Orosz István                | Orosz István                |
| Yvette                | Guylaine Schlumberger | Prókai Annamária            | Kiss Erika                  |
| A főnök               | Gérard Hoffman        | Balázsi Gyula               | Csík Csaba Krisztián        |
| Elisabeth             | Monique Messine       | Györgyi Anna                | Hirling Judit               |